# Estación El Tambo
El Tambo fue una estación de ferrocarril que se hallaba en las cercanías de la localidad homónima dentro de la comuna de Vicuña, en la Región de Coquimbo de Chile. Fue parte del ramal La Serena-Rivadavia, y actualmente se encuentra inactiva dado que la línea fue levantada.

## Historia
La estación fue una de las construidas para el segundo tramo del ferrocarril que unía La Serena con Rivadavia y que fue inaugurado en 1885 entre las estaciones Marquesa y Vicuña. En el trazado original del ferrocarril, que posterior a Gualliguaica cruzaba hacia la ribera sur del río Elqui, por lo que originalmente esta estación se encontraba más cerca de la localidad de El Tambo; sin embargo, tras las crecidas del río que destruyeron la vía férrea a fines del siglo XIX se decidió reconstruir el ramal con un nuevo trazado solo por la ribera norte, y con lo cual la estación fue alejada de la localidad.
Enrique Espinoza consigna la estación en 1897, mientras que José Olayo López en 1910 y Santiago Marín Vicuña en 1910 también la incluyen en sus listados de estaciones ferroviarias. La estación se encontraba a una altitud de 528 m. s. n. m.
En 1923 fue construida la casa habitación y la oficina del jefe de la estación.
La estación fue suprimida mediante decreto del 28 de agosto de 1954. Con el cierre de todos los servicios de la Red Norte de la Empresa de los Ferrocarriles del Estado en junio de 1975, que implicó también el cierre del ramal La Serena-Rivadavia, la estación El Tambo fue cerrada y posteriormente vendida. El edificio de la estación fue posteriormente remodelado y actualmente funciona como bodegas en el fundo Maitencillo.